# Эткин, Жак
Жак Эткин (англ. Jacques Haitkin; 29 августа 1950, Бруклин, Нью-Йорк — 21 марта 2023) — американский кинооператор, наиболее известной работой которого является культовый фильм ужасов «Кошмар на улице Вязов» и его сиквел «Месть Фредди».

## Биография
Сначала учился в Нью-Йоркском университете, затем в Американском институте киноискусства в Лос-Анджелесе, который окончил в 1975 году.
В 1984 году Жак Эткин стал оператором фильма ужасов Уэса Крейвена «Кошмар на улице Вязов», который получил большую популярность у зрителей и впоследствии приобрёл статус «культового». Критики также отметили выразительную операторскую работу Эткина и умелую игру с тенями и светом, в особенности в сценах в подвале старой котельной. В следующем году Эткин в качестве оператора также снял продолжение фильма (режиссёром на этот раз был Джек Шолдер) — «Кошмар на улице Вязов 2: Месть Фредди».
Имея за плечами более чем тридцатилетний операторский опыт, в 2010-х годах Жак Эткин стал чаще работать в качестве оператора второго состава (англ. second unit), снимая отдельные сцены для голливудских блокбастеров, таких как «Форсаж 7», «Первый мститель: Противостояние», «Конг: Остров черепа» и многих  других.
Умер 21 марта 2023 года в возрасте 72 лет.

## Фильмография
| Год  | Название на русском                   | Оригинальное название                         | Должность                                |
| ---- | ------------------------------------- | --------------------------------------------- | ---------------------------------------- |
| 1972 | Бутерброды для Гогена                 | Hot Dogs for Gauguin                          | оператор                                 |
| 1977 | Фургон                                | The Van                                       | светооператор                            |
| 1978 | Они побежали вот туда и вот туда      | They Went That-A-Way & That-A-Way             | оператор                                 |
| 1983 | Молодые воины                         | Young Warriors                                | оператор (дополнительные съёмки)         |
| 1983 | Уикенд Остермана                      | The Osterman Weekend                          | оператор второго состава                 |
| 1984 | Кошмар на улице Вязов                 | A Nightmare on Elm Street                     | оператор                                 |
| 1984 | Брейк-данс 2: Электрическое Бугало    | Breakin' 2: Electric Boogaloo                 | оператор (в некоторых сценах)            |
| 1985 | Кошмар на улице Вязов 2: Месть Фредди | A Nightmare on Elm Street 2: Freddy's Revenge | оператор                                 |
| 1986 | Тихая прохлада                        | Quiet Cool                                    | оператор                                 |
| 1987 | Черри-2000                            | Cherry 2000                                   | оператор                                 |
| 1987 | Скрытый враг                          | The Hidden                                    | оператор                                 |
| 1987 | Мой демонический любовник             | My Demon Lover                                | оператор                                 |
| 1988 | Везучка                               | Lucky Stiff                                   | оператор                                 |
| 1989 | Электрошок                            | Wes Craven's Shocker                          | оператор                                 |
| 1990 | Скорая помощь                         | The Ambulance                                 | оператор                                 |
| 1991 | Поспешное бегство                     | Fast Getaway                                  | оператор                                 |
| 1992 | Наш конёк — большие деньги            | We're Talkin' Serious Money                   | оператор                                 |
| 1992 | Мама и папа, спасите мир!             | Mom And Dad Save The World                    | оператор                                 |
| 1992 | Маньяк-полицейский 3: Знак молчания   | Maniac Cop 3: Badge Of Silence                | оператор                                 |
| 1993 | Клещи                                 | Ticks                                         | оператор (дополнительные съёмки)         |
| 1993 | Безжалостный 3                        | Relentless 3                                  | оператор                                 |
| 1994 | Сканнер-полицейский                   | Scanner Cop                                   | оператор                                 |
| 1994 | Молчание ветчины                      | The Silence Of The Hams                       | оператор                                 |
| 1995 | Кулак Северной Звезды                 | Fist of the North Star                        | оператор                                 |
| 1996 | Кровавый спорт 2                      | Bloodsport 2                                  | оператор                                 |
| 1997 | Исполнитель желаний                   | Wishmaster                                    | оператор                                 |
| 1999 | База                                  | The Base                                      | оператор                                 |
| 2004 | 12 дней страха                        | 12 Days of Terror                             | оператор                                 |
| 2005 | Проклятие Эль Чарро                   | The Curse of El Charro                        | оператор                                 |
| 2006 | Рики Бобби: Король дороги             | Talladega Nights: The Ballad of Ricky Bobby   | оператор камеры в гоночной машине        |
| 2007 | Зло: не думай об этом                 | The Haunting Hour: Don't Think About It       | оператор                                 |
| 2010 | Неудержимые                           | The Expendables                               | оператор экшен-сцен и съёмок в Бразилии  |
| 2011 | Форсаж 5                              | Fast Five                                     | оператор нескольких сцен в Пуэрто-Рико   |
| 2015 | Форсаж 7                              | Furious 7                                     | оператор второго состава                 |
| 2016 | Первый мститель: Противостояние       | Captain America: Civil War                    | оператор экшен-сцен                      |
| 2017 | Конг: Остров черепа                   | Kong: Skull Island                            | оператор второго состава                 |
| 2017 | Форсаж 8                              | The Fate of the Furious                       | оператор второго состава                 |
| 2018 | Веном                                 | Venom                                         | оператор-постановщик визуальных эффектов |